# Radiant Rt.
A Radiant Rt. (RADIANT Vagyonkezelő Holding Zártkörűen Működő Részvénytársaság "felszámolás alatt") egy média-holding és televíziószolgáltató volt, amelyet 1993. 11. 22.-én alapítottak.
| Név      | Típus       | Tulajdonfajta     | Indítva             | Megszüntetve                         | Partner        |
| -------- | ----------- | ----------------- | ------------------- | ------------------------------------ | -------------- |
| Minimax  | TV csatorna | partner-kapcsolat | 1999. december 6.   | (partnerkapcsolat) 2004. október 16. | CANAL+ Vivendi |
| Game One | TV csatorna | partner-kapcsolat | 2000. május 2.      | 2001. augusztus 27.                  | CANAL+ Vivendi |
| ITV      | TV csatorna | tulajdonos        | 2001. augusztus 27. | 2003. február 9.                     |                |

Magyarázat: Tulajdonfajta: Tulajdonfajta alatt értendő, hogy a Radiant Rt.-nek voltak saját brandjei, illetve
külföldről általa honosított márkák, amiknél a külföldi partnerekkel tartotta a kapcsolatot pl. a Minimax Rt.
külföldi anyavállalatával. A Minimaxnál a megszüntetés csupán a partnerkapcsolatra vonatkozik, a márka
továbbra is él az AMC Networks International - Central Europe kezében.
2017-ben a céget felszámolták, a jogutódja a FiberNet Kommunikációs Rt. lett.